# Ống tụy chính
Ống tụy chính hay Wirsung (phân biệt với ống tụy phụ), là một ống dẫn nối tuyến tụy với ống mật chủ để cung cấp chất dịch tụy, chất hỗ trợ tiêu hóa tiết ra từ tuyến tụy ngoại tiết. Ống tụy chính nối ống mật chủ ngay trước bóng Vater, sau đó cả hai ống xuyên qua mặt trung tâm phần thứ hai của tá tràng tại nhú tá lớn.
Ống Wirsung (duct of Wirsung) được đặt theo nhà giải phẫu học Đức Johann Georg Wirsung (1589-1643) vì ông đã phát hiện ra nó

## Ống tụy phụ
Phần lớn dân số chỉ có một ống tụy. Tuy nhiên, một số người có thêm một ống tụy phụ còn được gọi là Ống Santorini.

## Ý nghĩa lâm sàng
Sự cô đặc, tắc hay viêm nhiễm ống tụy có thể dẫn đến bệnh viêm tụy cấp. Nguyên nhân gây tắc thường gắp nhất là sỏi ống mật chủ, hay sỏi mật nằm trong ống gan chung. Sự tắc còn có thể là do sự viêm tá tràng trong bệnh Crohn  Lưu trữ ngày 7 tháng 6 năm 2008 tại Wayback Machine. Sỏi mật cũng có thể kẹt lại ở phần xa của bóng Vater, tắc dịch mật và dịch tụy tiết vào tá tràng. Dịch mật bị tắc lại chảy ngược lại vào ống tụy có thể gây ra viêm tụy.
Carcinoma ống tụy là thể thông thường của ung thư tụy.

## Các hình ảnh

Hình ảnh nội soi mật tụy ngược dòng cho thấy ống tụy chính và đường mật.
Hệ tiêu hóa ở tụy.
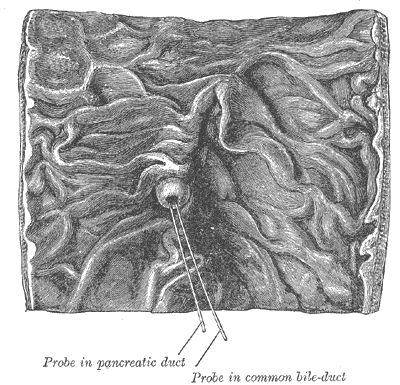
Mặt trong của tá tràng xuống cho thấy nhú tụy.
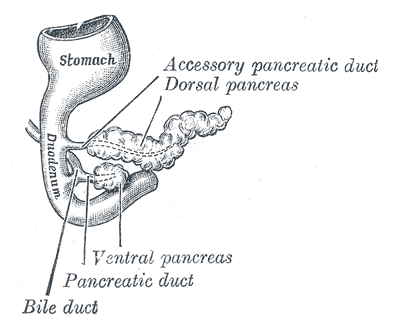
Tụy của một bào thai 5 tuần tuổi.
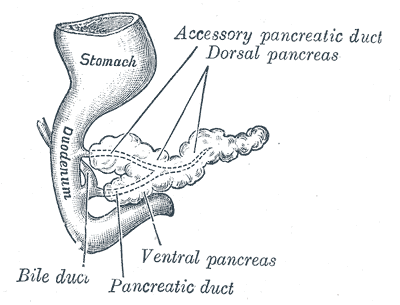
Tụy của một bào thai 6 tuần tuổi.